# علمانية
العَلْمانية أو العالَمانية أو اللائكية أو الدنيوية هي المبدأ القائم على فصلِ الحكومة ومؤسساتها والسّلطة السّياسيّة عن السّلطة الدّينيّة أو الشّخصيّات الدّينيّة. تعرف العلمانية كمبدأ ومنهج فكري يرى أن التفاعل البشري مع الحياة يجب أن يقوم على أساس دنيوي وليس ديني. ويروج للعلمانية بشكل شائع على أنها فصل الدين عن شؤون الدولة. ويمكن توسيعها إلى موقف مماثل فيما يتعلق بالحاجة إلى إزالة أو تقليل دور الدين في أي مجال عام. تختلف مبادئ العلمانية باختلاف أنواعها، فقد تعني عدم قيام الحكومة أو الدّولة بإجبار أيّ أحدٍ على اعتناق وتبنّي معتقدٍ أو دينٍ أو تقليدٍ معينٍ لأسباب ذاتيّة غير موضوعيّة. كما تكفل الحقّ في عدم اعتناق دينٍ معيّنٍ وعدم تبنّي دينٍ معيّنٍ كدينٍ رسميٍّ للدّولة، وحماية الدولة للأقليات الدينية ومساواتهم بباقي المواطنين في الحقوق والواجبات بغض النظر عن الدين أو المذهب. وبمعنى عامّ، فإنّ هذا المصطلح يشير إلى الرّأي القائِل بأنّ الأنشطةَ البشريّة والقراراتِ -وخصوصًا السّياسيّة منها- يجب أن تكون غير خاضعة لتأثير المُؤسّسات الدّينيّة.
 تعود جذور العلمانية إلى الفلسفة اليونانيّة القديمة، لفلاسفة يونان أمثال إبيقور (311 ق.م- 270 ق.م)، غير أنّها خرجت بمفهومِها الحديث خلال عصر التّنوير الأورُوبّيّ بدءًا من عام 1685م؛ بسبب حرب الثلاثين عامًا (1618م-1648م) بين الكاثوليك والبروتستانت، والتي أدت لمقتل 8 مليون شخص أي ما يقرب من ربع أو ثلث سكان أوروبا آنذاك، مما جعل بعض المفكرين يبحثون عن طريقة للتخلص من الصراعات والحروب الدينية والطائفية عبر حياد الدولة تجاه الدين، وفصل السلطة السياسية عن المؤسسات الدينية، وقد نشأت على يد عددٍ من مفكّري عصر التنوير من أمثال جون لوك ودينيس ديدرو وفولتير وباروخ سبينوزا وجيمس ماديسون وتوماس جفرسون وتوماس بين وعلى يد عدد من أعلام الفكر الحر خلال العصر الحديث من أمثال بيرتراند راسل وكريستوفر هيتشنز. وينطبقُ نفس المفهوم على الكون والأجرام السّماويّة، عندما يُفسَّر النّظام الكونيّ بصورة دُنيويّة بحتة، بعيدًا عن الدّين، في محاولة لإيجاد تفسير للكون ومُكوّناته. ولا تُعتبر العلمانية شيئًا جامدًا، بل هي قابلة للتّحديث والتّكييف حسب ظروف الدِّوَل الّتي تتبنّاها، وتختلف حدّة تطبيقها ودعمها من قبل الأحزاب أو الجمعيّات الدّاعمة لها بين مختلف مناطق العالم. وتوصف العلمانية من قبل خصومها بأنها إلحاد عملي وأنها أحد المذاهب الإلحادية، بما يعرف بفصل سلطة الدين عن الحكومة. كما جاء في (الموسوعة العربيّة العالميّة) الصادرة في السعودية؛ بينما لا تَعتبرُ العلمانيّةَ نفسَها ضدّ الدّين كمعتقد وممارسات، بل تزعم الوقوف على الحيادِ منه لكنها تدعوا لمنع اعتماد الدولة في تشريعاتها القانونية والسياسية على رجال الدين، ولكن هذا ليس معناه رفض كل التشريعات الدينية، ففي الواقع أثرت التعاليم الأخلاقية للكتاب المقدس وخاصة الوصايا العشر في صياغة القانون المدني الحديث والأخلاق العلمانية الغربية. كما توصف الحضارة الغربية بأنها ذات تكوين ثقافي يهودي مسيحي. كما تزعم العلمانية أنها تحفظ للدين قدسيته من الإستغلال السياسي الذي يفرغه من محتواه القيمي والأخلاقي ويبتذله في سوق الكسب والتجارة والمزايدات السياسية، وأن العلمانية تحمي وتكفل التدين الشخصي، لكنها تمنع المتدين من التدخل في الحياة الشخصية للآخرين، وفرض فهمه القاصر للدين ونمط حياته علي باقي المجتمع بالقوة.

## التأثيل

#### المصطلح في العربية
العَلْمانية في العربيّة منسوبة إلى «عًلْم» على غير قياس بمعنى عالم، كذلك عالمانية مشتقة من «عالم»، مع ذلك «علمانية» هو المصطلح الأكثر رواجًا واستخدامًا في العالم العربي خصوصًا من قبل العلمانيين أنفسهم.
أمّا في اللغات السامية في السريانية تشير كلمة ܥܠܡܐ (نقحرة: عَلما) إلى ما هو مُنتمٍ إلى العالم أو الدّنيا، أي دون النّظر إلى العالم الرّوحي أو الماورائيّ، وكذلك الأمر في اللغة العبرية: עולם (نقحرة: عُولَم) والبابليّة وغيرهم؛ وبشكل عامّ، لا علاقة للمصطلح بالعلوم أو سواها، وإنّما يشير إلى الاهتمام بالقضايا الأرضيّة فحسب.

#### المصطلح في الإنجليزية
يتكون secularism من مقطعين secular+ism وقد أتت secular من الفرنسية القديمة seculare والتي أتت بدورها من اللاتينية المتأخرة saecularis بمعنى عالمي، أو يتعلق بجيل أو عصر، والتي أتت من اللاتينية الكلاسيكية saeculum بمعنى العصر، المدى الزمني، العمر، الجيل، سلالة.

## التعريف

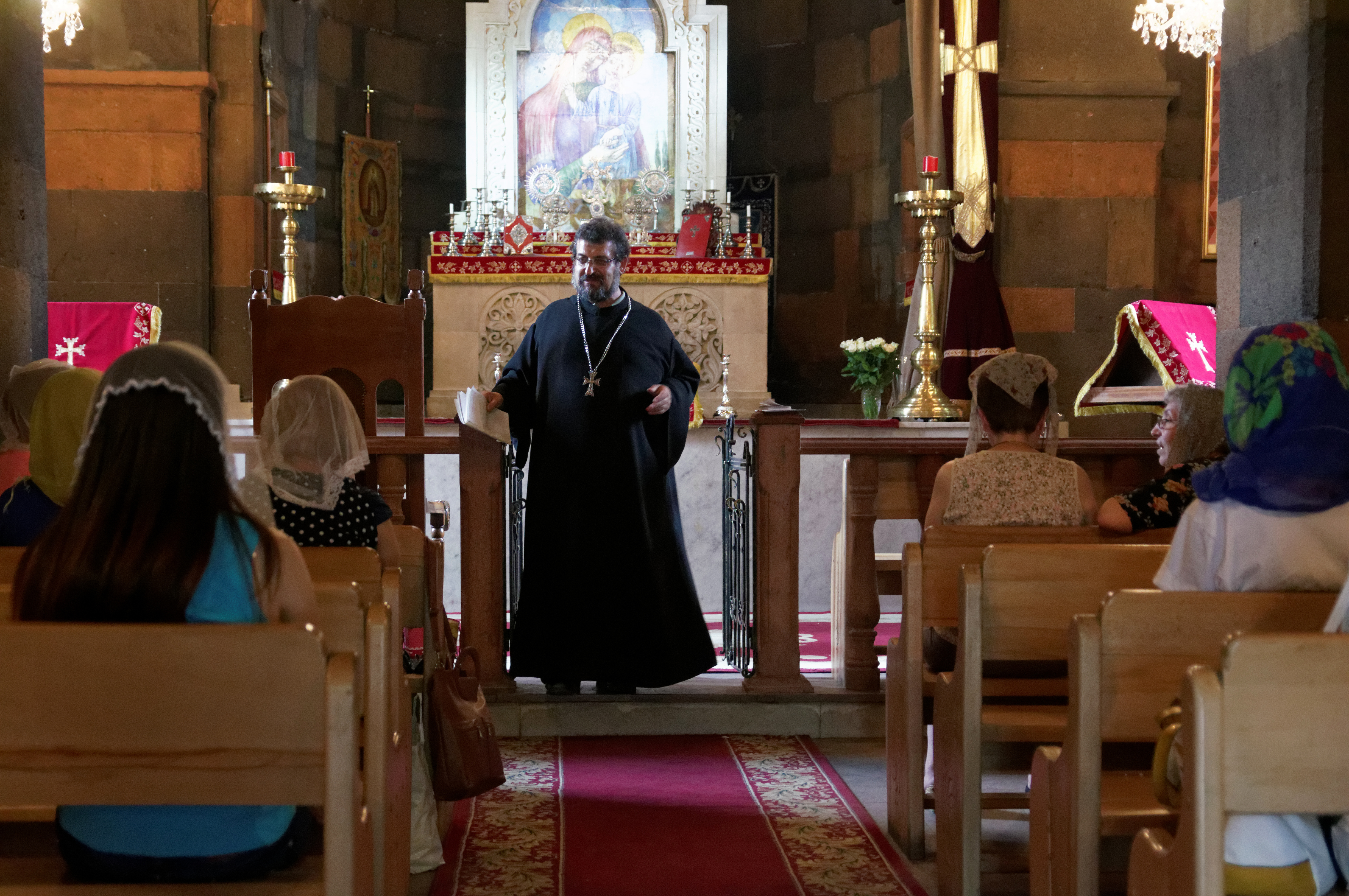
كان يطلق علي من ليس كاهنًا لقب علماني في السياق المسيحي.

أول استعمال لكلمة العَلمانية عُثر عليهِ في كتاب «مصباح العقل» من القرن العاشر الميلادي لمؤلفه ساويرس بن المقفع في سياق الفصل بين من هو كاهن ومن ليس كاهنًا حيث قال «أمّا المصريون فرأوا أنْ يكون الأسقف، بالإسكندرية خاصة، بتولاً لم يتزوج في حال عَلْمانيّته».
وتقدّم دائرة المعارف البريطانية تعريف العلمانية بانها: «حركة اجتماعيّة تتّجه نحو الاهتمام بالشّؤون الدُّنيويّة بدلًا من الاهتمام بالشّؤون الآخروية. وهي تُعتبر جزءًا من النّزعة الإنسانيّة الّتي سادت منذ عصر النهضة؛ الدّاعية لإعلاء شأن الإنسان والأمور المرتبطة به، بدلاً من فرط الاهتمام بالعُزوف عن شؤون الحياة والتّأمّل في الله واليوم الأخير.
وقد كانت الإنجازات الثّقافيّة البشريّة المختلفة في عصر النهضة أحد أبرز منطلقاتها، فبدلاً من تحقيق غايات الإنسان من سعادة ورفاهٍ في الحياة الآخرة، سعت العالمانية في أحد جوانبها إلى تحقيق ذلك في الحياة الحالية».

## النشأة

الثورة الفرنسية ضد لويس السادس عشر وسلطة الكنيسة الكاثوليكية عام 1789، حيث ظهرت العلمانية لأول مرة وتمت صياغة أول دستور مدني وعندما طُلب من رجال الدين أداء قسم الولاء للدستور المدني في نوفمبر 1790، قسمت الكنيسة بين 24٪ امتثلوا ، والأغلبية رفضت. وكانت النتيجة اضطهادًا بقيادة الدولة لـ " رجال الدين المقاومين " ، وكثير منهم أُجبروا على النفي أو الترحيل أو الإعدام.

أقدم التلميحات للفكر العالماني تعود للقرن الثالث عشر في أوروبا حين دعا مارسيل البدواني في مؤلفه «المدافع عن السلام» إلى الفصل بين السلطتين الزمنية والروحية واستقلال الملك عن الكنيسة في وقت كان الصراع الديني الدينيوي بين بابوات روما وبابوات أفنيون في جنوب فرنسا على أشدّه؛ ويمكن تشبيه هذا الصرع بالصراع الذي حصل بين خلفاء بغداد وخلفاء القاهرة. وبعد قرنين من الزمن، أي خلال عصر النهضة في أوروبا كتب الفيلسوف وعالم اللاهوت وليم الأوكامي حول أهمية: «فصل الزمني عن الروحي، فكما يترتب على السلطة الدينية وعلى السلطة المدنية أن يتقيدا بالمضمار الخاص بكل منهما، فإن الإيمان والعقل ليس لهما أي شيء مشترك وعليهما أن يحترما استقلالهما الداخلي بشكل متبادل.» غير أن العلمانية لم تنشأ كمذهب فكري وبشكل مطرد إلا في القرن السابع عشر، ولعلّ الفيلسوف سبينوزا كان أول من أشار إليها إذ قال أن الدين يحوّل قوانين الدولة إلى مجرد قوانين تأديبية. وأشار أيضًا إلى أن الدولة هي كيان متطور وتحتاج دومًا للتطوير والتحديث على عكس شريعة ثابتة موحاة. فهو يرفض اعتماد الشرائع الدينية مطلقًا مؤكدًا إن قوانين العدل الطبيعية والإخاء والحرية هي وحدها مصدر التشريع. وفي الواقع فإن باروخ سبينوزا عاش في هولندا أكثر دول العالم حرية وانفتاحًا آنذاك ومنذ استقلالها عن إسبانيا، طوّر الهولنديون قيمًا جديدة، وحوّلوا اليهود ومختلف الأقليات إلى مواطنين بحقوق كاملة، وساهم جو الحريّة الذي ساد إلى بناء إمبراطورية تجارية مزدهرة ونشوء نظام تعليمي متطور، فنجاح الفكرة العلمانية في هولندا، وإن لم تكتسب هذا الاسم، هو ما دفع حسب رأي عدد من الباحثين ومن بينهم كارن أرمسترونغ إلى تطور الفكرة العلمانية وتبينها كإحدى صفات العالم الحديث.

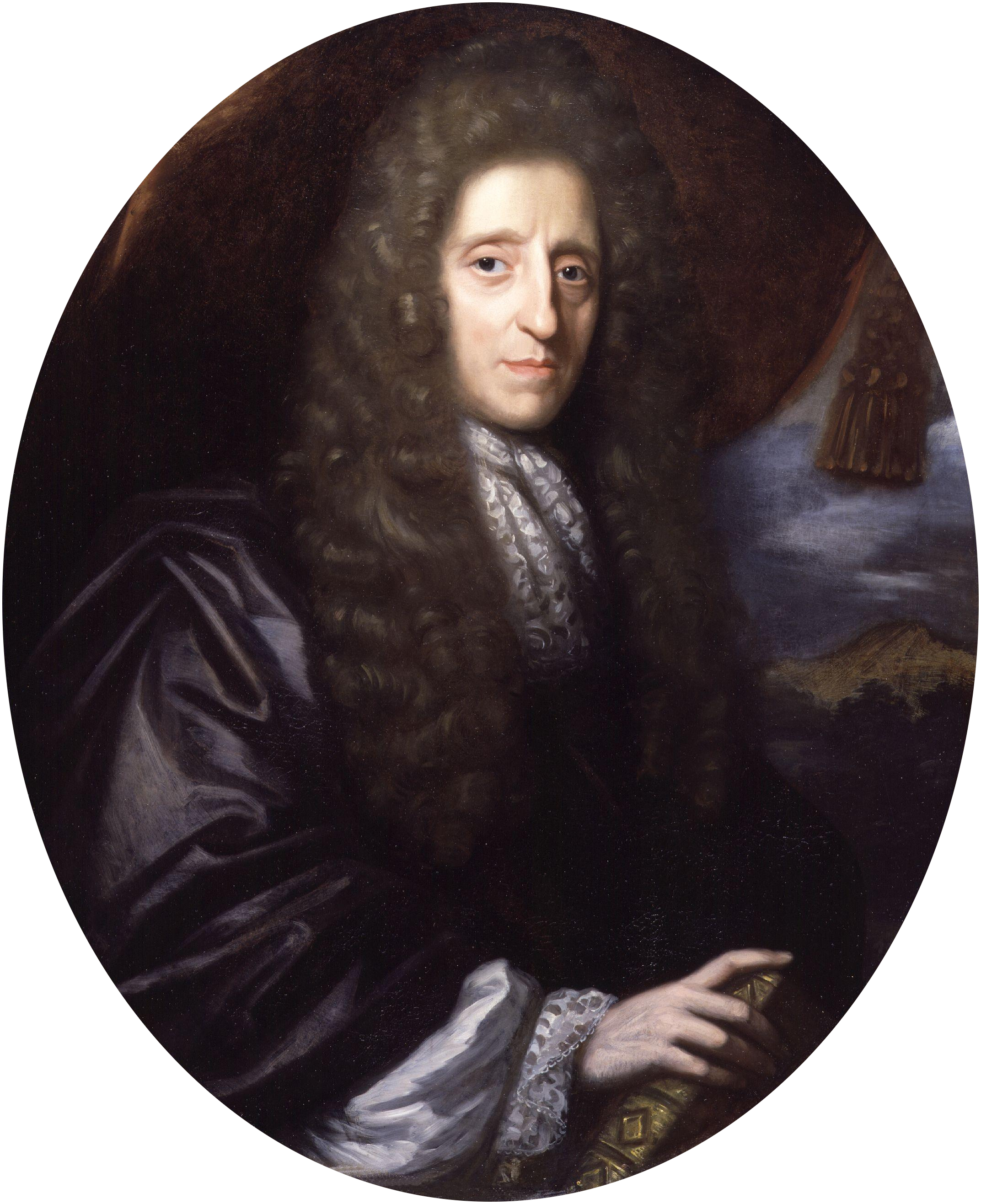
جون لوك الفيلسوف والمفكر الإنكليزي (1632 -1704) أحد الدّاعين إلى نظام يفصل الدّين عن الدّولة، ويُطلِق الحرّيّات العامّة.

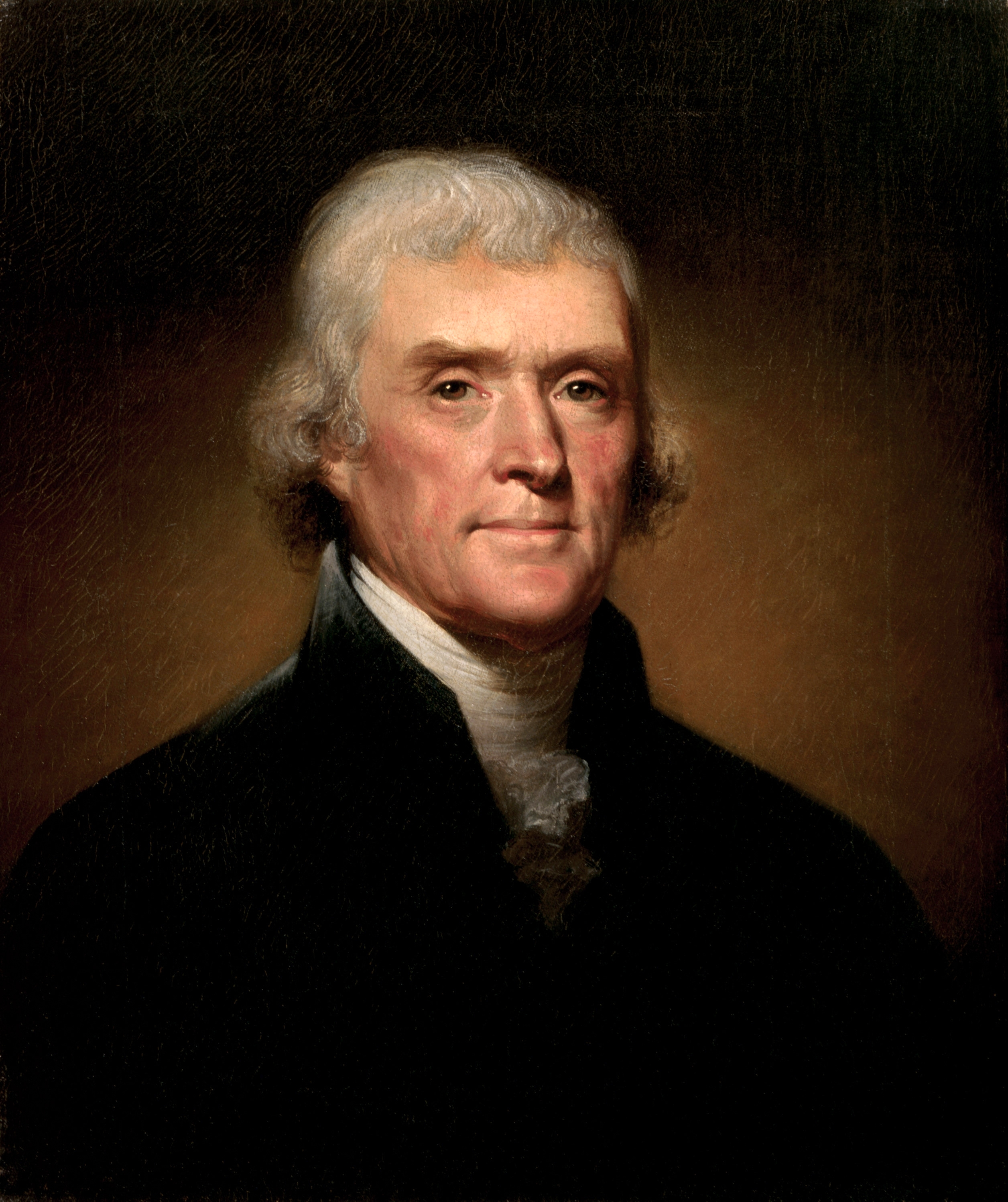
الرئيس الثالث للولايات المتحدة توماس جيفرسون والذي صرّح: إن الحقيقة تسود إذا ما سمح للناس بالاحتفاظ بآرائهم وحرية تصرفاتهم. بريشة بيلي، 1800.

الفيلسوف الإنكليزي جون لوك كتب في موضوع العلمانية: «من أجل الوصول إلى دين صحيح، ينبغي على الدولة أن تتسامح مع جميع أشكال الاعتقاد دينيًا أو فكريًا أو اجتماعيًا، ويجب أن تنشغل في الإدارة العملية وحكم المجتمع فقط، لا أن تُنهك نفسها في فرض هذا الاعتقاد ومنع ذلك التصرف. يجب أن تكون الدولة منفصلة عن الكنيسة، وألا يتدخل أي منهما في شؤون الآخر. هكذا يكون العصر هو عصر العقل، ولأول مرة في التاريخ البشري سيكون الناس أحراراً، وبالتالي قادرين على إدراك الحقيقة».
تعريف مختصر للعلمانية يمكن إيضاحه بالتصريح التالي لثالث رؤساء الولايات المتحدة الإمريكية توماس جيفرسون، إذ صرّح: «إن الإكراه في مسائل الدين أو السلوك الاجتماعي هو خطيئة واستبداد، وإن الحقيقة تسود إذا ما سمح للناس بالاحتفاظ بآرائهم وحرية تصرفاتهم». تصريح جيفرسون جاء لوسائل الإعلام بعد أن استعمل حق النقض عام 1786 ضد اعتماد ولاية فيرجينيا للكنيسة الأنجليكانية كدين رسمي، وقد أصبح الأمر مكفولاً بقوة الدستور عام 1789 حين فصل الدين عن الدولة رسميًا فيما دعي «إعلان الحقوق». ويفسر عدد من النقاد ذلك بأن الأمم الحديثة لا يمكن أن تبني هويتها على أي من الخيارات الطائفية، أو تفضيل الشريحة الغالبة من رعاياها سواءً في التشريع أو في المناصب القيادية، فهذا يؤدي إلى تضعضع بنيانها القومي من ناحية، وتحولها إلى دولة تتخلف عن ركب التقدم بنتيجة قولبة الفكر بقالب الدين أو الأخلاق أو التقاليد.
أول من ابتدع مصطلح (سـكيولرزم Secularism) هو الكاتب البريطاني جورج هوليوك عام 1851، غير أنه لم يقم بصياغة عقائد معينة على العقائد التي كانت قد انتشرت ومنذ عصر التنوير في أوروبا؛ بل اكتفى فقط بتوصيف ما كان الفلاسفة قد صاغوه سابقًا وتخيله هوليوك، من نظام اجتماعي منفصل عن الدين غير أنه لا يقف ضده إذ صرح: «لا يمكن أن تفهم العلمانية بأنها ضد المسيحية هي فقط مستقلة عنها؛ ولا تقوم بفرض مبادئها وقيودها على من لا يود أن يلتزم بها. المعرفة العلمانية تهتم بهذه الحياة، وتسعى للتطور والرفاه في هذه الحياة، وتختبر نتائجها في هذه الحياة». بناءً عليه، يمكن القول أن العلمانية هي أيديولوجيا انطلاقها من اعتبارها كطريقة للحكم، ترفض وضع الدين أو سواه كمرجع رئيسي للحياة السياسية والقانونية، وتتجه إلى الاهتمام بالأمور الحياتية للبشر بدلاً من الأمور الأخروية، أي الأمور المادية الملموسة بدلاً من الأمور الغيبية.
يمكن تصنيف العلمانية إلى نوعين، "صلبة" و "ناعمة". تعتبر العلمانية "الصلبة" الافتراضات الدينية غير شرعية من الناحية المعرفية وتسعى إلى إنكارها قدر الإمكان. يؤكد التنوع "الناعم" على الحياد والتسامح والليبرالية. القول بأن "الوصول إلى" الحقيقة المطلقة "أمر" مستحيل، وبالتالي فإن الشك والتسامح يجب أن يكونا المبدأ والقيم الغالبة في مناقشة العلم والدين ".

## أنواع العلمانية
تنقسم العلمانية إلي نمطين أو نموذجين وهم «علمانية جمهورية»، و«علمانية ليبرالية - تعددية»
- النموذج الجمهوري أو ما يُعرف باللاكئية: يحمل العمل علي تعزيز تحرير الأفراد من سلطة الدين، وعلي تنمية هوية مدنية مشتركة. ويقتضي ذلك عدم الجهر بالإنتماءات الدينية، وإستبعادها إلي داخل الفضاء الخصوصي وتعد فرنسا أبرز الدول التي تتبني ذلك النموذج الصارم من العلمانية.[48][49][50]
- النموذج الليبرالي التعددي: لا يمنع الحضور الديني في الفضاء العام بل يسعي لمجتمع ليبرالي متعدد يعطي الحرية للفرد المتدين فيه بالجهر بمظاهر تدينه في المجال العام، وتمثل الولايات المتحدة والمملكة المتحدة أبرز الدول التي تمثل ذلك النموذج.[49][51]

## الدولة العلمانية
| دول علمانية دول تُعلن عن دين الدولة دول بدون معلومات واضحة |

من المختلف عليه وضع تعريف واضح للدولة العلمانية؛ وفي الواقع فهو تعريف يشمل ثلاث جوانب أساسية، ويتداخل مع مفهوم دين الدولة أو الدين ذو الامتياز الخاص في دولة معينة. هناك بعض الدول تنصّ دساتيرها صراحة على هويتها العلمانية مثل الولايات المتحدة وفرنسا وكوريا الجنوبية والهند وكندا. بعض الدول الأخرى، لم تذكر العلمانية في دساتيرها ولكنها لم تحدد دينًا للدولة، وتنصّ قوانينها على المساواة بين جميع المواطنين وعدم تفضيل أحد الأديان والسماح بحرية ممارسة المعتقد والشرائع الدينية، وإجراء تغيير في الدين بما فيه الإلحاد أو استحداث أديان جديدة بما يشكل صونًا لحقوق الإنسان وحقوق الأقليات الدينية، وهي بالتالي تعتبر دولاً علمانية. هناك الشريحة الثالثة من الدول وتنصّ دساتيرها على دين الدولة معيّن كمصر ومالطا وموناكو واليونان غير أن دساتيرها تحوي المبادئ العلمانية العامة، كالمساواة بين جميع مواطنيها وكفالة الحريات العامة، مع تقييد لهذه الحريات، يختلف حسب الدول ذاتها. في مالطا وهي دولة تتخذ المسيحية الكاثوليكية دينًا لها يعتبر الإجهاض محرمًا بقوة القانون، وذلك مراعاة للعقائد الكاثوليكية، ومع ذلك فإن نسب تقييد الحريات العامة في مالطا هو أقل بكثير مما هو عليه في دول أخرى كمصر حيث تعتبر مبادئ الشريعة الإسلامية المصدر الرئيسي للتشريع ما أدى إلى قيود حول تغيير الدين أو بناء دور عبادة غير إسلامية إلى جانب تشريع تعدد الزوجات وغيرها من القضايا المرتبطة بقانون الأحوال الشخصية، المثل المصري ينطبق على عدد من الدول الأخرى، ما دفع بعض الباحثين لاجراء تعديلات اصطلاحية فأحلت «الدولة المدنية» بدلاً من «الدولة العلمانية» واقترح البعض «دولة مدنية بمرجعية دينية»، غير أن ذلك حسب رأي بعض الباحثين يفرغ مبادئ المساواة والحريات العامة من مضمونها ويحصرها في قالب معيّن ما يعني دولة دينية وإن بإطار مدني. أما الدول الأقرب لنموذج مالطا فمن المتفق عليه وصفها دولاً علمانية، إلى جانب بعض التحفظات كعبارة «حياد الدولة تجاه الدين» بدلاً من «فصل الدولة عن الدين».
لا يزال النقاش يدور في الدولة المصنفة علمانيًا حول مدى الالتزام بفصل الدين عن الدولة؛ ففي فرنسا جدول العطل الرسمية مقتبس بأغلبه من الأعياد الكاثوليكية، وكذلك تقدم الدولة من أموال دافعي الضرائب تمويلاً للمدارس الدينية؛ أما في الهند وهي أيضًا دولة تنصّ على العلمانية الكاملة، تقدّم الدولة سنويًا إعانات للحجاج المسلمين وصل في عام 2007 إلى 47454 روبية عن كل حاج هندي. أما دستور أستراليا وهي دولة علمانية رغم عدم ورود العبارة صراحة، يذكر في المادة السادسة عشر بعد المئة، على عدم تقييد أي حرية دينية أو ممارسة للشعائر الدينية أو تمييز بين معتنقي مختلف الأديان في مناصب الدولة والحياة العامة، ومع ذلك فإن الدستور ذاته يبدأ بعبارة « بتواضع، نعتمد على نعمة الله المتعالي» (بالإنجليزية: Humble reliance on the blessing of Almighty God)، وسوى ذلك فإن الحكومة الأسترالية تدعم الصلاة المسيحية في المدارس الحكومية وتمول المدارس الدينية التي تعدّ القسس الجدد وكذلك رجال الدين. الحال كذلك في سويسرا وفي الولايات المتحدة الإمريكية، وإن بدرجات متفاوتة لا تشمل في جميع الظروف تقييد أي حرية دينية أو ممارسة للشعائر الدينية أو تمييز بين معتنقي مختلف الأديان في مناصب الدولة والحياة العامة فهي من المبادئ المشتركة بين جميع الدول المصنفة كعلمانية.
تماشياً مع الإيمان بفصل الكنيسة عن الدولة، يميل العلمانيون إلى تفضيل أن يتخذ السياسيون قراراتهم لأسباب علمانية بدلاً من أسباب دينية.  وفي هذا الصدد، فإن قرارات السياسة المتعلقة بموضوعات مثل الإجهاض، ومنع الحمل، وأبحاث الخلايا الجذعية الجنينية، والزواج المثلي، والتربية الجنسية تركز بشكل بارز من قبل المنظمات العلمانية الأمريكية مثل مركز التحقيق .
غالبًا ما يعارض الأصوليون الدينيون الشكل العلماني للحكومة، بحجة أنه يتعارض مع طبيعة الدول الدينية تاريخياً، أو ينتهك حقوقهم في التعبير عن أنفسهم في المجال العام. على سبيل المثال في الولايات المتحدة أصبحت كلمة «علمانية» معادلة لكلمة «معاداة الدين» بسبب هذه الجهود. ومع ذلك غالبًا ما تدعم الأقليات الدينية العلمانية كوسيلة للدفاع عن حقوقها ضد الأغلبية.

## المجتمع العلماني

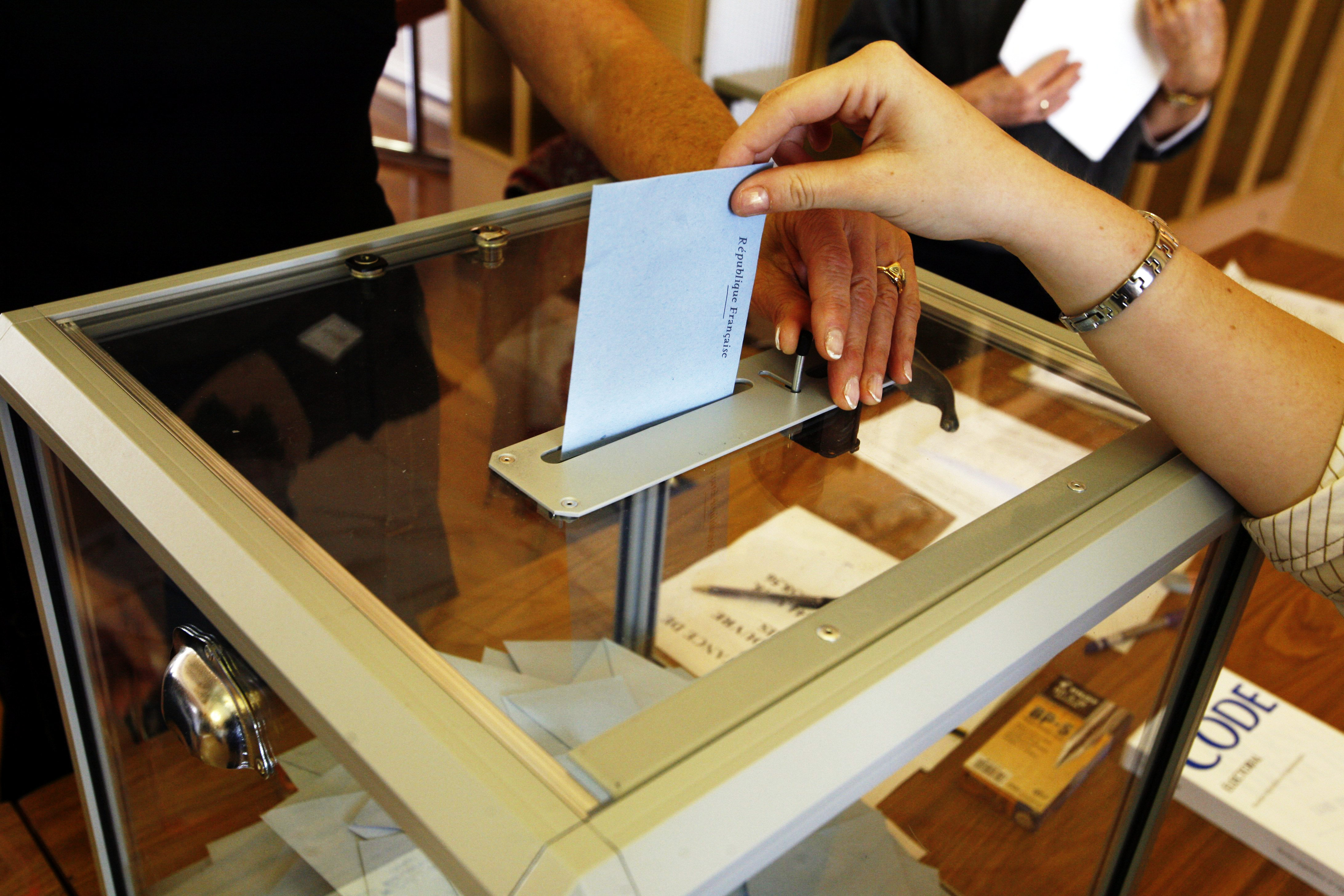
من أسس الديمقراطية هي العلمانية وعدم إستغلال الدين كوسيلة للوصول للسلطة أو إقامة حكم ديني أو إضطهاد الأقليات الدينية والفكرية والعرقية.

في دراسة الدين، تعتبر الديمقراطية الحديثة بشكل عام علمانية. يرجع هذا إلى حرية الدين شبه الكاملة (المعتقدات الدينية بشكل عام ليست معرضة لاعتماد قانوني أو اجتماعي) بالإضافة إلى انعدام سلطة رجال الدين على القرارات السياسية. على الرغم من ذلك، توصلت بعض الأبحاث التي قام بها مركز بيو للأبحاث أن الأمريكان يشعرون بالراحة أكثر مع لعب الدين لدور رئيسي في الحياة العامة، بينما في أوروبا نجد أن تأثير الكنيسة على الحياة العامة في تراجع مستمر.
انشغل علم الاجتماع الحديث منذ ماكس فيبر بمشكلة السلطة في المجتمعات العلمانية مع وجود العلمنة كعملية اجتماعية أو تاريخية. يشمل علماء القرن العشرين الذين ساهمت أعمالهم في فهمنا لهذه الأمور كلا من كارل بيكر وكارل لوفيت وهانز بلومنبيرغ وماير هاوارد أبرامز وبيتر ل. بيرغر وبول بينيشو وغيرهم الكثير.
أصبحت بعض المجتمعات علمانية أكثر كنتيجة لبعض العمليات الاجتماعية بدلا من كونها نتيجة أعمال حركات علمانية مخلصة. تُعرف هذه العملية باسم العلمنة.
زعم عالم الاجتماع بيتير ل. بيرغر أن العالم الحديث لا يمكن وصفه بعد الآن بأنه علماني أو بأنه يتحول نحو العلمانية بسرعة. بدلا من ذلك يمكننا وصفه على أنه جماعيّ.

## الأخلاق العلمانية

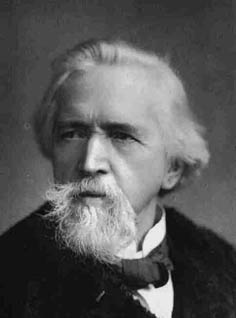
جورج هوليوك.

وصف جورج هوليوك العلمانية في كتابه المنشور في عام 1896 العلمانية الإنجليزية كما يلي:
| علمانية | العلمانية هي رمز الواجب المتعلق بهذه الحياة، والمؤسسة على اعتبارات بشرية خالصة، ومخصصة بشكل رئيسي لمن يعتبرون اللاهوت غير متكامل أو غير كاف أو لا يمكن الاعتماد عليه. هناك ثلاثة أسس للعلمانية: (1) تحسين هذه الحياة بطرق مادية. (2) أن العلم هو مصدر العناية البشرية المتاح. (3) أنه من الخير ان تفعل الخير. سواء كان هناك خير آخر أم لا، فإن خير الحياة الحالية هو الخير، ومن الخير أن نسعى وراء هذا الخير. | علمانية |

أكد هوليوك على أن العلمانية والأخلاق العلمانية يجب ألا يهتما على الإطلاق بالتساؤلات الدينية (لأنها غير مرتبطة بها)، وبالتالي يجب التمييز بينها وبين الفكر الحر القوي والإلحاد. في ذلك الأمر اختلف هوليوك مع تشارلز برادلو مما أدى إلى انقسام الحركات العلمانية بين من يتفقون مع الحركات المناهضة للدين وأن النشاط غير ضروري أو مطلوب وبين من يرون أنه كذلك.
غالبا ما يوصف الجدال الأخلاقي المعاصر في الغرب بأنه «علماني». توصف أعمال بعض فلاسفة الأخلاق المشهورين أمثال ديريك بارفت وبيتر سينغر وحتى كل مجال الأخلاقية الحيوية المعاصرة بأنها علمانية بشكل كامل أو أنها غير دينية.
على الرغم من تعدد وتنوع وجهات النظر الفلسفية للعلمانيين الأخلاقيين، إلا أنهم يتشاركون عموما في واحد أو أكثر من هذه المبادئ:
- البشر من خلال قدرتهم على التعاطف، لديهم القدرة على تحديد أسس أخلاقية.
- رفاهية الآخرين شأن رئيسي لصانع القرار الأخلاقي.
- البشر من خلال المنطق والعقل، قادرون على استخلاص المبادئ المعيارية للسلوك.
- قد يؤدي ذلك إلى سلوك أفضل من السلوك القائم على أساس النصوص الدينية. بدلا من ذلك، قد يؤدي هذا إلى الدعوة إلى نظام مختلط من المبادئ الأخلاقية والذي يتحصل على قبول مجموعة واسعة من الناس، سواء الدينية أو غير الدينية.
- لدى البشر مسؤولية أخلاقية للتأكيد على المجتمعات والأفراد أن تتصرف على أساس هذه المبادئ الأخلاقية.

يُطبق العديد من هذه المبادئ في علم الأخلاق، ويُستخدم المنهج العلمي للإجابة على الأسئلة الأخلاقية.

## دور رجال الدين

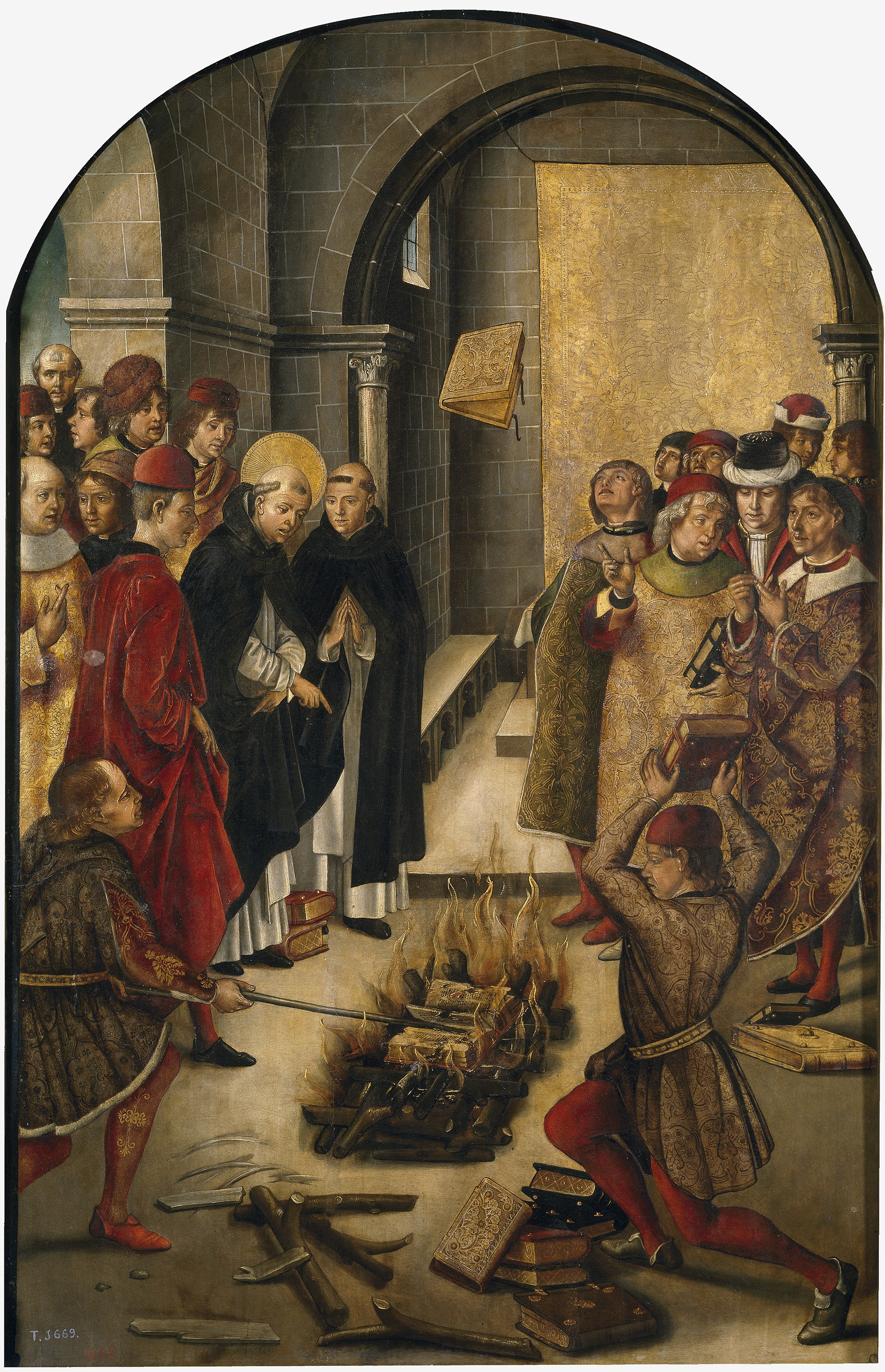
الحكم بآراء وفتاوي رجال الدين يعتبر ثيوقراطية.

الدولة العلمانية هي ضد الثيوقراطية، وبالتالي تعتبر حكمًا مدنيا، وإن كان من الممكن وجود علمانية - عسكرية. ولا يحدد كون الدولة علمانية بدين الدولة بمقدار ما يحدده طبيعة دور رجال الدين في الدولة. الثيوقراطية كنظام حكم، هي حكم طبقة من رجال الدين إما نتيجة حق إلهي أو نتيجة «حفظ الشريعة» الإلهية، وتكون إما مباشرة عن طريق إدارتهم للدولة مباشرة، أو غير مباشر عن طريق الحق بتمرير أو الاعتراض على التشريع والإدارة. غالبًا، ما يشكل رجال الدين في الدول الغير علمانية طبقة أو هيئة ذات صلاحيات، وتكون «سلطة غير منتخبة، وربما وراثية، وغير كفوءة، بل ومطلقة غير مقيدة في الغالب، ووضع السلطة المطلقة في يد طبقة واحدة، مفسدة مطلقة». يمكن وضع العديد من الأمثلة التاريخية حول التحالف بين السلطة ورجال الدين، ودفاع رجال الدين عن مصالحهم ومصالح الطبقة السياسية باسم الدين:

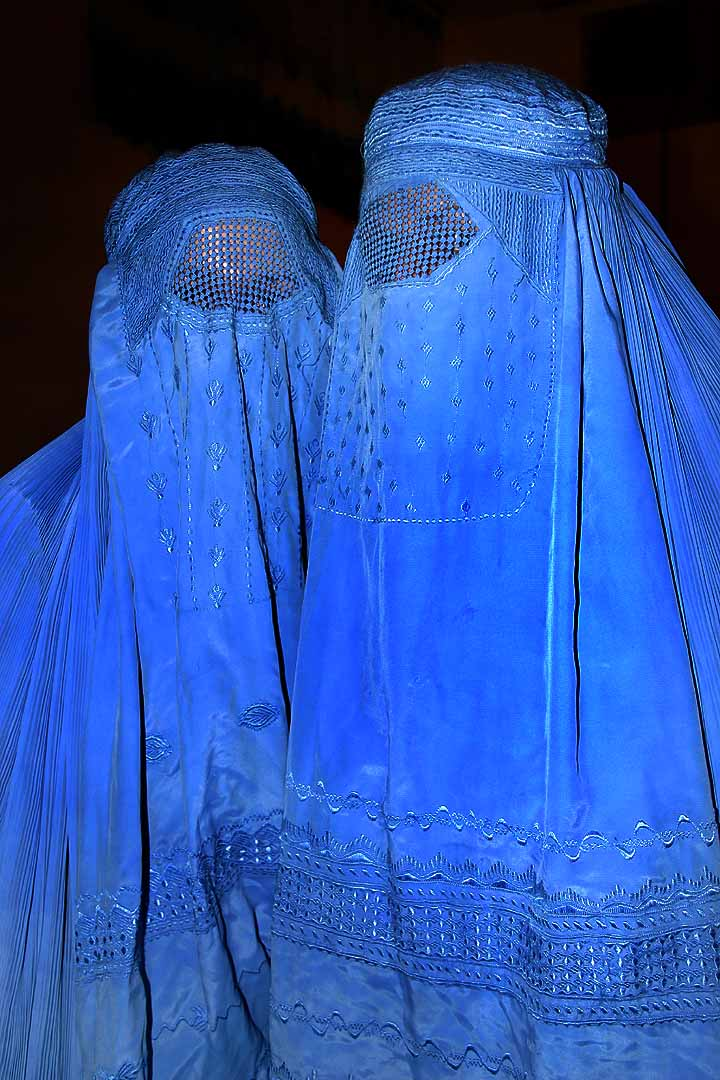
النساء تحت حكم طالبان مجبرات على ارتداء البرقع. فرض التدين على الآخرين بقوة الدولة يعتبر ثيوقراطية.

عرض على مجلس الفقهاء في إيران، وهي هيئة لها حق إسقاط أي مشروع يتعارض مع الشريعة الإسلامية، عام 1981 قانون إصلاحات للأراضي الزراعية، تضمن توزيعًا أكثر عدلاً، ونال دعم الخميني. لكن كثيرًا من الفقهاء في مجلس الأوصياء، كانت لديهم أملاك كبيرة، وتشريع كهذا يؤذي مصالحهم؛ وعندما قدّم لهم مشروع الإصلاحات مارسوا حقهم في الاعتراض عليه، بحجة مخالفة الشريعة وأسقطوه. قال الخميني، أن هذه القضية لا تغتفر، وستؤدي إلى عدم ثقة الأمة برجال الدين.
الأمر ذاته وجد بصيغة مختلفة في مصر قبل محمد علي، ولذلك فأول ما قام به محمد علي باشا حين بنى دولة مصر الحديثة، «تقليم أظفار» الطبقة الدينية. الدكتور عبد الحي أحمد المنعم أستاذ الشريعة بجامعة إيموري يقول: «فرض أو تقرير الشريعة عبر القوة القسرية للدولة، ينفي طبيعتها الدينية، لأن المسلمين حينها سيرعون تطبيق شريعة الدولة، ولن ينجزوا بحرية ما يفرض عليهم كمسلمين»، في ذات البحث لا ينفي نعيم حق المسلمين في الاحتكام بقضايا الأحوال الشخصية كازواج والطلاق والإرث للشريعة، شرط أن يكون بحرية.
أخيرًا، فإن نظرية السلطة هي التصادم الأبرز بين بعض الأجنحة الدينية والعلمانية، فمن منظور ديني «الله هو صاحب السلطة، وهو صاحب التشريع، فلابدّ من وجود هيئة تمثله وتعمل على الحفاظ على «الحق الإلهي» في الشرع»؛ هذه الفكرة تعتبر تأصيل فكرة الحكم الثيوقراطي في العصور الحديثة؛ وفي المقابل فإن أوساط دينية أخرى تعلّم أن «الله أوكل الإنسان الأرض ليسوسها ويتسلط عليها؛ فهذه الوكالة هي سلطة سياسة الأرض أي تنظيمها وإدراتها، وبوصفها سلطة تنظيم وإدارة فهي تشريع»، وتعتبر الفكرة السابقة مسيحية أساسًا، ومقبولة في أوساط أخرى.
يمكن القول أن دور رجال الدين في المجتمع العلماني سوى دور الدين، هو إبداء الرأي أو قيادة جماعات ضغط، فرجل الدين يعمل في قلب المجتمع ولا يفرض نفسه عليه من فوق كسلطة، مع الحفاظ على ما تنصّ عليه وثيقة الحقوق.

## الأديان والعلمانية

### الإسلام والعلمانية
| دولة إسلامية. الدين الرسمي للدولة هو الإسلام دولة علمانية لا ذكر للديانة في الدستور |

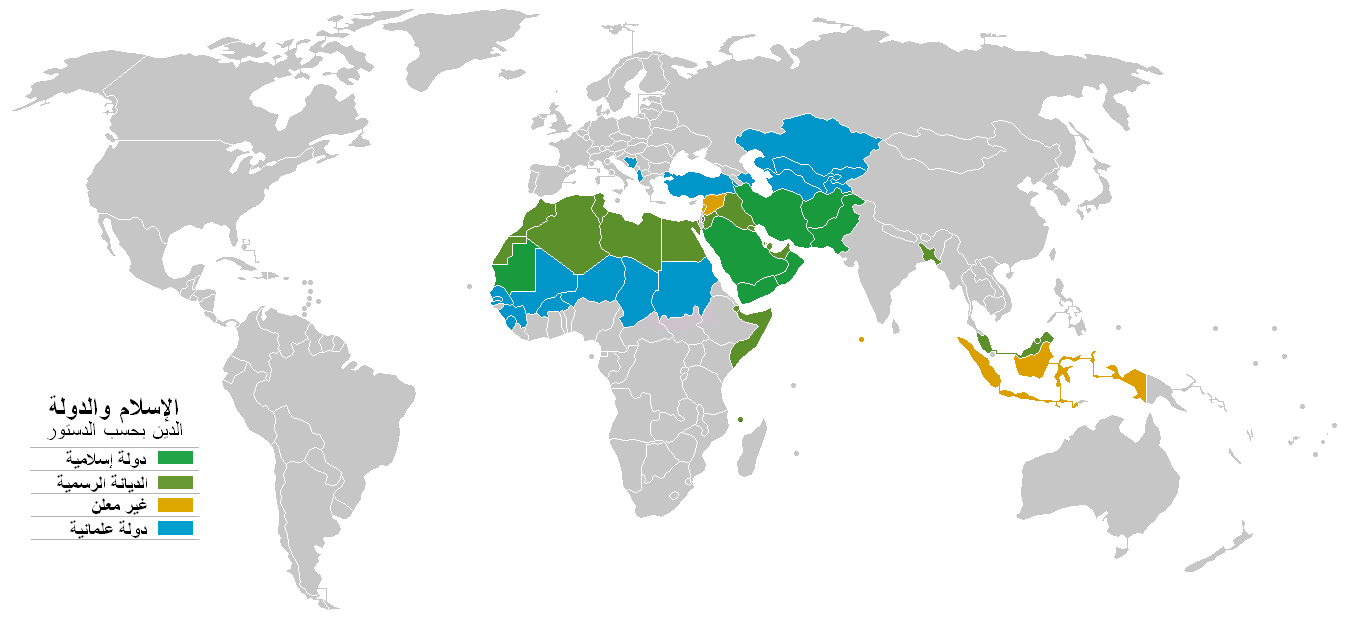
الدول ذات الأغلبية المسلمة ومدي تطبيقها للشريعة الإسلامية

يري بعض المسلمون بأن العلمانية كفر في الإسلام لأنها تستبدل الشرع المنزل من الله بأهواء البشر حسب ما ورد في القرآن الكريم والسنة النبوية:﴿أَلَمْ تَرَ إِلَى الَّذِينَ يَزْعُمُونَ أَنَّهُمْ آمَنُوا بِمَا أُنْزِلَ إِلَيْكَ وَمَا أُنْزِلَ مِنْ قَبْلِكَ يُرِيدُونَ أَنْ يَتَحَاكَمُوا إِلَى الطَّاغُوتِ وَقَدْ أُمِرُوا أَنْ يَكْفُرُوا بِهِ وَيُرِيدُ الشَّيْطَانُ أَنْ يُضِلَّهُمْ ضَلَالًا بَعِيدًا ۝٦٠﴾ [النساء:60] ﴿وَأَنِ احْكُمْ بَيْنَهُمْ بِمَا أَنْزَلَ اللَّهُ وَلَا تَتَّبِعْ أَهْوَاءَهُمْ وَاحْذَرْهُمْ أَنْ يَفْتِنُوكَ عَنْ بَعْضِ مَا أَنْزَلَ اللَّهُ إِلَيْكَ فَإِنْ تَوَلَّوْا فَاعْلَمْ أَنَّمَا يُرِيدُ اللَّهُ أَنْ يُصِيبَهُمْ بِبَعْضِ ذُنُوبِهِمْ وَإِنَّ كَثِيرًا مِنَ النَّاسِ لَفَاسِقُونَ ۝٤٩﴾ [المائدة:49] ﴿أَفَحُكْمَ الْجَاهِلِيَّةِ يَبْغُونَ وَمَنْ أَحْسَنُ مِنَ اللَّهِ حُكْمًا لِقَوْمٍ يُوقِنُونَ ۝٥٠﴾ [المائدة:50]
اما الحاكم بغير ما أنزل الله إذا كان مستحلًا لذلك أو يري أن الشريعة غير صالحة لهذا الزمان أو أن القانون الوضعي أفضل من الشريعة أو مساوٍ لها فهو كافر كفرا أكبر مخرج من الملة، وأما إذا كان غير قادر علي إقامتها أو لهوي في نفسه مع إقراره بوجوب التحاكم لما أنزل الله فهو فاسق مرتكب لكبيرة من الكبائر.
وللإسلام وجهة نظر أخرى حول ارتباط الدولة بالدين:
1/ الدولة في الإسلام ضرورة لابد منها، وذلك لتبليغ الدين بالدعوة والجهاد في سبيل الله، ولإنفاذ الأحكام الشرعية، وصيانة الحقوق، ووصول الدين إلى أهدافه وأغراضه في حفظ الدين والنفوس والعقول والأعراض والمال وغيرها.
2/ إبعاد الإسلام عن الحكم وتعطيل صلاحياته، ستصبح كثير من أحكامه وتشريعاته حبرًا على ورق؛ لأنه لا يمكن تنفيذ تلك الأحكام من قبل الفرد وحده، كتنفيذ القصاص، وجباية الزكاة، وتأمين الطرق، ونشر الأمن، وفض الخصومات، والجهاد، وما شابه ذلك ولأن الإسلام يعلو ولا يعلي عليه فلا تعلوه القوانين الوضعية الغربية.
3/ جاء الإسلام لتنظيم علاقة الناس بربهم، وجميع شئون الحياة، والدين عند الله تعالى هو الإسلام، والإسلام كما يدلُّ عليه اسمه هو الاستسلام لله بالتوحيد، والانقياد له بالطاعة، والخلوص من الشرك.
4/ أوامر الله ونواهيه شملت الحياة بأسرها، فليس هناك جانب من جوانب الحياة أو شيء من نظمها إلا ولله تعالى فيه حكم، فحياتنا العقدية، والاجتماعية، والتربوية والاقتصادية، والسياسية، وضع لنا أصول التعامل فيها، وفصل لنا بعض جوانبها تفصيلاً.
5/ القرآن اشتمل على كل نافع من خبر ما سبق، وعلم ما سيأتي، وكل حلال وحرام، وما الناس إليه محتاجون في أمر دنياهم ودينهم ومعاشهم ومعادهم، قال تعالى: {وَنَزَّلْنَا عَلَيْكَ الْكِتَابَ تِبْيَاناً لِكُلِّ شَيْءٍ وَهُدىً وَرَحْمَةً وَبُشْرَى لِلْمُسْلِمِينَ}. [ سورة النحل: الآية 89] قال ابن كثير: "قال ابن مسعود: قد بين لنا في هذا القرآن كل علم وكل شيء. وقال مجاهد: كل حلال وكل حرام، وقول ابن مسعود أعم وأشمل.
من ناحية أخري يقبل بعض المسلمون بالعلمانية الجزئية بإعتبارها لا تتعارض مع الإسلام، حيث أن لا يمكن تطبيق كل أحكام الإسلام حتي في زمن الصحابة والخلفاء. ويقبل بعض المسلمون بالعلمانية بإعتبار أن لا يجب الحكم بالشريعة حرفيا حاليًا بل بمبادئها العامة مراعاًة للأوضاع الراهنة والمصالح والمفاسد.

### المسيحية والعلمانية
تقبل بعض الجماعات المسيحية العلمانية بإعتبار أن يسوع المسيح لم يأتي بشريعة وأنه جاء ليُخلص العالم لا ليدينه وأنه جاء ليغير كثير من التشريعات القاسية والجامدة الموجودة في العهد القديم، كما أن يسوع المسيح لم يؤسس لدولة وقال «مملكتي ليست من هذا العالم». في حين تري الأصولية المسيحية بأن يجب أن يتم الرجوع للتشريعات الموجودة في العهدين القديم والجديد في صياغة القوانين والسياسة والحياة العامة كما تعارض القبول بالمثلية والمساكنة والإجهاض والتحول الجنسي والطلاق وغيرها من الأمور، وإقامة الدولة وفقًا للمبادئ المسيحية.
السياق الثقافي للكنائس المسيحية تغير بشكل ملحوظ. أصبحت الثقافة غير دينية بشكل واضح أكثر مما كانت عليه من قبل. أدت عملية العلمنة في المجتمعات الغربية إلى اغتراب الثقافة العامة الحالية عن المسيحية.

### اليهودية والعلمانية
لا تقبل اليهودية الأرثذوكسية بالعلمانية، حيث يجب أن يكون النظام القانوني والسياسي هو الشريعة اليهودية أو (الهلاخاة) والتي هي عبارة عن فقه الأحكام والعقوبات الجنائية الواردة في التوراة.
بينما تقبل اليهودية الإصلاحية واليهودية المحافظة والحركات التنويرية اليهودية العلمانية بإعتبار أن الشريعة اليهودية وقتية ولم تعد صالحة لهذا الزمن كما يرون أن التلمود أو الشريعة الشفوية عمل بشري ويجب أن يتم فهم نصوص التوراة حسب ما توصل له العلم الحديث.

## علاقة العلمانية بالليبرالية والديمقراطية
العلمانية بمعنى أشمل قد تعني فصل الدين عن الممارسات (ومن ضمنها الحياة الشخصية) قد يكون هو الأكثر تميّزا من معارّفها بمعناها الضيق والذي يعني فصل الدين عن الدولة مع بعض مبادئ الليبرالية، حيث تذكر الموسوعة البريطانية ذلك المعنى ضمن الليبرالية.
من جهة اُخرى فإن الديمقراطية بمعناها الضيق وهو حكم الأغلبية بدون الاهتمام لحريات الأفراد وهو ما يدعى بالديمقراطية اللاليبرالية، فإنها بهذا المعنى لا تقتضي فصل الدين عن الدولة بالضرورة بل تعتمد على اختيار أغلبية الشعب التي قد تكون دينية كما يمكن أن تكون لادينية. لكن إذا أدخلنا حرية التعبير اللازمة لمنافسة عادلة للمعارضة السياسية في تعريف الديمقراطية فيستلزم ذلك فصل الدين عن الدولة بما يسمح بحرية الأفراد في التعبير بلا قيود دينية إذ بدون هذه الحرية لا يمكن للسياسيين والمفكرين العلمانيين أن يعبّروا عن آرائهم مما يخل بمبدأ الحرية الأساسية للدعاية الانتخابية التي يمكن أن تتضمن ما هو مخالف للدين.
كذلك فإن العلمانية بمعناها الضيق ليست الا جزءا من معنى الليبرالية فهي تفصل الدين فقط عن الدولة وهذا لا يكفي لضمان حرية وحقوق الأفراد بينما تفصل الليبرالية جميع المعتقدات الشمولية عن الدولة سواء كانت دينية أو غير دينية، ومن أمثلة انتهاك حريات وحقوق الأفراد لأسباب غير دينية: حكم ستالين في الاتحاد السوفيتي السابق، وحكم هتلر في ألمانيا النازية.
أما المعنى الأشمل للعلمانية المتمثل بفصل الدين عن الحياة والاهتمام بها على حساب الدين فهو واحد من الخيارات التي تتيحها الليبرالية لأفرادها كما تتيح لهم أيضاً الاهتمام بالدين على حساب الحياة إذا رغبوا ذلك بشرط عدم إرغام الأفراد على أي رأي معيّن بشأن الدين أو غيره.

## مراحل العلمانية
مرّت العلمانية الشاملة بثلاث مراحل أساسية:

### مرحلة التحديث
اتسمت هذه المرحلة بسيطرة الفكر النفعي على جوانب الحياة بصورة عامة، فلقد كانت الزيادة المطردة من الإنتاج هي الهدف النهائي من الوجود في الكون، ولذلك ظهرت الدولة القومية العلمانية في الداخل والاستعمار الأوروبي في الخارج لضمان تحقيق هذه الزيادة الإنتاجية. واستندت هذه المرحلة إلى رؤية فلسفية تؤمن بشكل مطلق بالمادية وتتبنى العلم والتكنولوجيا المنفصلين عن القيمة، وانعكس ذلك على توليد نظريات أخلاقيّة ومادية تدعو بشكل ما لتنميط الحياة، وتآكل المؤسسات الوسيطة مثل الأسرة.

### مرحلةالحداثة
هي مرحلة انتقالية قصيرة استمرت فيها سيادة الفكر النفعي مع تزايد وتعمق آثاره على كافة أصعدة الحياة، فلقد واجهت الدولة القومية تحديات بظهور النزعات العرقية، وكذلك أصبحت حركيات السوق (الخالية من القيم) تهدد سيادة الدولة القومية، واستبدل الاستعمار العسكري بأشكال أخرى من الاستعمار السياسي والاقتصادي والثقافي، واتجه السلوك العام نحو الاستهلاكية الشرهة.

### مرحلة ما بعد الحداثة
في هذه المرحلة أصبح الاستهلاك هو الهدف النهائي من الوجود ومحركه الحرية واللهو والتملك، واتسعت معدلات العولمة لتتضخم مؤسسات الشركات متعددة الجنسيات والمنظمات غير الحكومية الدولية وتتحول القضايا العالمية من الاستعمار والتحرّر إلى قضايا المحافظة على البيئة والمساواة بين المرأة والرجل وبين الناس وحماية حقوق الإنسان ورعاية الحيوان وثورة المعلومات. من وجهة أخرى ضعفت في المجتمعات الصناعية المتقدمة مؤسسات اجتماعية صغيرة بطبعها مثل الأسرة، بسبب الأسهاب في مسالة المساوة بين الرجل والمرأة، وظهرت بجانبها أشكالاً أخرى للمعيشة العائلية مثل زواج الرجال أو زواج النساء، وزاد عدد النساء اللاتي يطلبن الطلاق فشاعت ظاهرة امرأة وطفل أو امرأتان وأطفال، كل ذلك مستنداً على خلفية من غياب الثوابت والمعايير الحاكمة لأخلاقيات المجتمع والتطور التكنولوجي الذي يتيح بدائل لم تكن موجودة من قبل...

## التفسير الأمريكي للعلمانية
يرى الكثير من الباحثين أن مفهوم العلمانية يتعرض للتفسير على نحوٍ خاطئ وبصورة متكررة في الولايات المتحدة. كتب جاك بيرلينيربلو من جامعة جورجتاون مقالة عام 2012 على هافينغتون بوست حملت عنوان «العلمانية ليست إلحادا» وانتقد فيه قيام المعلقين من اليسار واليمين السياسي بوضع العلمانية على قدمِ المساواة وبشكلٍ اعتيادي مع أيديولجيات ينظر إليها معظم الرأي العام الأمريكي بسلبية على غرار الستالينية والنازية والاشتراكية، وما ترتب عليه من انتشار فكرة ارتباط العلمانية بالإلحاد. كما وانتقد المحافظين من اليمين لتروجيهم لهذه الفكرة الخاطئة في خطابهم السياسي والاجتماعي منذ سبعينيات القرن العشرين.

## العلمانية في الفلسفة السياسية لآخر القرن العشرين
نستطيع ملاحظة أن العديد من المؤسسات العلمانية تفضل تعريف العلمانية على أنها الأرضية المشتركة لكل مجموعات الحياة المتفاعلة فيما بينها سواء الدينية أو الملحدة، لكي تزدهر في مجتمع يكرم حرية التعبير والوعي. يُعتبر المجتمع العلماني الوطني أحد أهم هذه الأمثلة في المملكة المتحدة. يُعتبر ذلك فهم مشترك لما تعنيه العلمانية بين العديد من النشطاء في جميع أنحاء العالم. إلا أن العديد من الدارسين المسيحيين والسياسيين المحافظين يحاولون مقاطعة العلمانية أكثر من مرة، باعتبارها فرضية معادية للأديان وكمحاولة لدفع الدين خارج المجتمع واستبداله بالإلحاد أو فراغ من القيم والعدمية. أدى هذان الجانبان إلى خلق صعوبات في سير الحياة السياسية بخصوص هذا الموضوع. يبدو أن معظم المنظّرين السياسيين في الفلسفة بعد معلم جون رولس «نظرية العدالة» في 1971 وكتابه التالي الليبرالية السياسية (1993)، يبدو أنهم يفضلون استخدام المفهوم المدمج بدلا من استخدام العلمانية. وافق رولس على أن مصطلح العلمانية لا ينطبق:
إلا أن نظرية رولس الشبيهة برؤية هوليوك بخصوص ديمقراطية متسامحة والتي تعامل كل مجموعات الحياة المتفاعلة فيما بينها بمساواة. تمثلت فكرة رولس في أنه على كل شخص أن يشجع «الديمقراطية الدستورية العقلانية» مع «مبادئ التسامح». كان عمل رولس مؤثرا للغاية على الدارسين في الفلسفة السياسية، كما أن مصطلحه «الإجماع المتراكب» يسمح لعدة أجزاء أن تستبدل العلمانية. في المراجع عن الفلسفة السياسية الحديثة مثل مرجع كولن فاريلي «مقدمة في النظرية السياسية المعاصرة»، نجد أن مصطلح علمانية ليس مفهرسا حتى وفي المراجع التالية له نجد أنه موجود فقط في الهوامش. إلا أنه لا يوجد نقص في النقاش وتغطية الموضوع، لكنه يُطلق عليه الإجماع المتراكب أو الجماعية أو الثقافية المتعددة أو مصطلح آخر. في كتاب أوكسفورد في النظرية السياسية، نجد فصلا واحدا تحت عنوان «العلمانية السياسية» لراجيف بهارغافا. يغطي الفصل العلمانية في سياق عالمي ويبدأ بعبارة: «العلمانية هي عقيدة محاصرة».

## المؤسسات
غالبا ما يساند الإنسانيون جماعات مثل المجتمع العلماني الوطني في المملكة المتحدة وحملة الأمريكان المتحدون للعلمانية. في 2005، عقد المجتمع العلماني الوطني حفلا افتتاحيا لعلمانيّ العام. كانت الفائزة الأولى بالجائزة مريم نمازي من حزب العمال الاشتراكي في إيران ومن قنصلية المسلمين السابقين في بريطانيا والتي تهدف إلى كسر الموانع التي تأتي مع ترك الإسلام والتصدي لقوانين الردة والإسلام السياسي.
أحد الأحزاب النشطة في اسكتلندا هو المجتمع العلماني الإسكتلندي والذي يركز حاليا على دور الدين في التعليم. في 2013 قدم الحزب عريضة للبرلمان الإسكتلندي لتغيير قانون التعليم الإسكتلندي لعام 1980 حتى يكون على الأبوين أن يقوما بقرار إيجابي من أجل الرقابة الدينية.
أحد المنظمات العلمانية الأخرى هو التحالف العلماني من أجل أمريكا. يسعى الحزب إلى فصل الكنيسة عن الدولة بالإضافة إلى قبول وإدخال العلمانيين الأمريكيين في الحياة الأمريكية والسياسة العامة. في حين يرتبط التحالف العلماني من أجل أمريكا بالعديد من المنظمات الإنسانية العلمانية كما يدعمه العديد من الإنسانيين العلمانيين، إلا أن هناك مساندين له من غير الإنسانيين.
تعمل بعض المنظمات المحلية من أجل رفع وضع العلمانية في مجتمعاتها كما يميلون إلى تضمين العلمانيين والمفكرين الأحرار والملحدين واللا أدريين والإنسانيين تحت غطاء منظماتهم.

## وصلات خارجية
- الدين والنظرية السياسية - موسوعة ستانفورد للفلسفة (بالإنجليزية)
- أساسيات العلمانية: الدين والمجتمع والسياسة نسخة محفوظة 15 يونيو 2009 على موقع واي باك مشين. (بالإنجليزية)